# Fårören, Raseborg
Fårören är en ö i Finland. Den ligger i Finska viken och i kommunen Raseborg i landskapet Nyland, i den södra delen av landet. Ön ligger omkring 80 kilometer väster om Helsingfors.
Öns area är 1,2 hektar och dess största längd är 170 meter i öst-västlig riktning.